# Жовтневый район (Луганск)
Жовтне́вый район (Октябрьский район, укр. Жовтневий район) — самый большой по населению и площади район города (а также — по всей территории бывшего СССР). Расположен на северо-востоке Луганска (Украина). Код КОАТУУ — 4410136600.
В восточной части — главный «спальный», на западе развита промышленность, часть района представляет частный сектор. На его территории расположены такие исторические местности, как Большая и Малая Вергунки, Красный Яр, Вергунский разъезд, Зелёная Роща; до октября 2014 года в состав района также входил город Счастье. По просторам района протекает Лугань, также граничит с Северским Донцом — главной рекой востока Украины.

## Историческая справка
Поселения, возникшие возле паровозостроительного завода (построен в 1900 году), где проживали рабочие завода, получили названия: Новый Свет (на левом берегу Луганки) и Гусиновка (на правом берегу Луганки). В царское время эти поселения образовали 2-ю милиционную часть города Луганска. Такое деление города на милиционные части осталось и при советской власти.
В конце мая 1928 года по инициативе Луганского окружкома партии произошло районирование города Луганска, в ходе которого были созданы два городских райкома партии — Октябрьский и Артёмовский. Октябрьский район (и, соответственно, Октябрьский райком партии) охватил территорию Нового Света, Гусиновки и Каменного Брода. 
Поскольку Новый Свет в 1930 году был отнесён к Каменному Броду, выделенному из Октябрьского района в отдельный городской район, Гусиновка стала впоследствии считаться центром зарождения Октябрьского района. В первой половине и середине 1930-х г.г. происходит масштабная застройка Гусиновки. Так, в частности, были построены: ДК имени Ленина, кинотеатр «Октябрь», поликлиника, Дом общественных организаций (сейчас – здание машиностроительного техникума), пущен трамвай. Также были застроены: новый и стандартный городки завода ОР, Штеровка, Стахановский городок. 
2 сентября 1937 года на заседании президиума ЦИК УССР было принято решение о создании на территории Октябрьского района – районного совета.
Указом Президиума Верховного Совета УССР от 28 ноября 1938 года, в состав Октябрьского района были включены посёлки: Большая и Малая Вергунки.
В 1958 году произошло объединение существовавших на тот момент Октябрьского и Ватутинского районов города.
С 1964 года Октябрьский район стал называться по-украински – Жовтневым. В 1960-1970-х г.г. осуществлялась застройка восточных кварталов района. 

## Герб
Герб Жовтневого района города Луганска состоит из геральдического щита внутри которого размещен центральный щит, по бокам расположены растительный орнамент, который составляют колоски пшеницы и лавровые ветки обвитые девизной лазурно-жёлтой лентой, как символ государственного флага, с надписью «Жовтневый район».
На вершине щита поднимается каменная корона — элемент герба города Луганска. Во главе короны славянским стилизованным шрифтом цвета бронзы превозносится надпись «Луганск». По бокам короны две перекрещенные сабли, которые отражают исторические корни района (Вергунский разъезд Войска Запорожского).
Центральный щит разделен белыми полосами на три части. В центральной части щита расположено изображение паровоза в овале серого цвета, что символизирует ведущую отрасль промышленности района. В левой верхней части щита на лазоревом фоне расположено изображение Свято-Владимирского собора, как символа духовности и нерушимости. В правой верхней части щита на красном поле расположены две перекрещенные пушки желто-золотого цвета, а выше с левой стороны расположен на лазурном фоне геральдический вензель Екатерины II, определяющий исторической принадлежности к учреждению района.
В нижней части центрального щита расположены изображения шестерни желто-золотого цвета, которая соответственно отражает доминирующую экономическую мощь района.
В центре шестерни малиновым цветом обозначены год основания Жовтневого района.
Ниже шестерни изображена символическая золотая нива, как символ солнца, богатства и благополучия. В нижней части геральдического щита на синем фоне с белыми полосами расположены якорь, определяющий историческое расположение на территории района Красноярского летнего порта по указу российской императрицы Екатерины II.
Изображение герба и растительного орнамента расположено на квадрате зеленого цвета, определяющий индивидуальность и процветания.